# Alvin Alvarez
Alvin Alvarez (5 november 1989) was een Mexicaans-Amerikaans jeugdacteur.

## Biografie
Alvarez is opgegroeid als jongste in een gezin met twee kinderen.
Alvarez begon met acteren in 1999 met de televisieserie Profiler maar is het meest bekend met zijn rol als Larry Garcia in de televisieserie The Brothers Garcia waarin hij in vijfenveertig afleveringen speelde (2000-2004). In 2004 stopte hij met acteren, om dit in 2022 weer op te pakken.

## Carrière

### Filmografie
- 2022 The Garcias - als Larry Garcia - 4 afl.
- 2000 – 2004 The Brothers Garcia – als Larry Garcia – 45 afl.
- 2001 The Norm Show – als Hector – 1 afl.
- 2000 ER – als Daniel – 1 afl.
- 1999 Beverly Hills, 90210 – als Arturo Alvarez – 1 afl.
- 1999 Profiler – als zoon van Marta – 1 afl.

### Prijzen
- 2002 Young Artist Awards in de categorie Uitmuntende Acteur in een Nieuw Televisieserie met de televisieserie The Brothers Garcia – genomineerd.
- 2001 ALMA Awards[2] in de categorie Uitmuntende Acteur in een Nieuw Televisieserie met de televisieserie The Brothers Garcia – genomineerd.
- 2001 Young Artist Awards in de categorie Beste Optreden in een Televisieserie door een Jonge Acteur met de televisieserie The Brothers Garcia – gewonnen.
- 2001 Young Artist Awards in de categorie Beste Cast in een Televisieserie met de televisieserie The Brothers Garcia – genomineerd.[3]